# Devo Segui-Lo
Devo Segui-Lo é o álbum de estreia da cantora brasileira Verônica Sacer, lançado pela gravadora Som Livre em junho de 2014.
A produção e gravação de Devo Segui-Lo feita por Kleyton Martins ocorreu em estúdios dos Estados Unidos e do Brasil em 2013, sendo a capa feita por David Cerqueira. A faixa "Oxigênio", teve um videoclipe.
O disco recebeu avaliações mistas e negativas da crítica especializada.

## Antecedentes
Ao longo da história dos grupos Toque no Altar e Trazendo a Arca, Verônica Sacer foi ganhando espaço e visibilidade, saindo da posição exclusiva de vocal de apoio. Em 2005, a intérprete foi co-autora de todas as faixas de Deus de Promessas. A partir de 2006, passou a cantar em dueto com Davi Sacer e Luiz Arcanjo em músicas como "Me Arrebataste", "Tua Graça Me Basta", "Desperta-Me", "Mais" e "Dono das Estrelas". Mas foi somente em 2009, com "Ouve Oh! Deus" (de Salmos e Cânticos Espirituais) que Verônica gravou uma faixa totalmente sozinha. Depois, em 2011, interpretou "Fonte" (no álbum Ao Deus das Causas Impossíveis).

## Gravação
Com o contrato de Davi Sacer assinado com a Som Livre, o cantor e Verônica viajaram para os Estados Unidos. Lá, foram gravados Venha o Teu Reino e Devo Segui-Lo simultaneamente, sob produção musical do tecladista Kleyton Martins.

## Projeto gráfico
O design do projeto foi produzido por David Cerqueira, responsável pela capa da maior parte da discografia do Trazendo a Arca e também de Venha o Teu Reino, de Sacer.

## Lançamento e recepção
| Críticas profissionais | Críticas profissionais |
| Avaliações da crítica  | Avaliações da crítica  |
| Fonte                  | Avaliação              |
| ---------------------- | ---------------------- |
| O Propagador           | 6.38/10                |

Devo Segui-Lo foi lançado em junho de 2014 pela gravadora Som Livre. O álbum recebeu uma avaliação mista do portal O Propagador. Com nota de 6,3 de 10, Tiago Abreu elogiou a produção musical do álbum, mas defendeu que os vocais de Verônica são o ponto de menor destaque da obra. Ele disse que "a cantora não conseguiu desvencilhar com sucesso da imagem de 'vocal de apoio' ou 'vocalista dos duetos com Davi/Luiz' construída ao longo dos anos".
Para a divulgação do álbum, Verônica chegou a lançar o clipe da música "Oxigênio". As imagens foram realizadas no Rio de Janeiro, na Ilha Grande.

## Faixas
1. "Oxigênio"
2. "Ao Teu Lado"
3. "Blindado"
4. "Devo Segui-Lo"
5. "Descanso"
6. "Faz-me descansar"
7. "Sei que é difícil"
8. "Vou Te Adorar"
9. "Um só coração" - part. Davi Sacer
10. "Majestoso Criador"